# 대한민국의 국가민속문화유산 (2000년대~2010년대)
국가민속문화유산(國家民俗文化遺産)은 대한민국에서 의식주, 사회생활, 민속, 신앙 등의 일상생활에서 사용되는 것 가운데 상대적으로 중요하다고 생각되는 것이다.

## 지정 목록

### 2000년대 지정
| 번호  | 사진 | 명칭 | 소재지                                                                        | 관리자 (단체)                          | 지정일                                          | 참조 |
| 235호 |      | 고성 왕곡마을 (高城 旺谷마을) (Wanggok Village, Goseong)                                                                                             | 강원 고성군 죽왕면 오봉1리                                                    | 고성군                                 | 2000년 1월 7일 지정                             |      |
| 236호 |      | 아산 외암마을 (牙山 外巖마을) (Oeam Village, Asan)                                                                                                   | 충남 아산시 송악면 외암리                                                     | 아산시                                 | 2000년 1월 7일 지정                             |      |
| 237호 |      | 의성 소우당 고택 (義城素 宇堂 古宅) (Soudang Historic House, Uiseong)                                                                                | 경북 의성군 금성면 산운마을길 55 (산운리)                                     | 이견                                   | 2000년 1월 7일 지정, 2017년 2월 28일 명칭변경   |      |
| 238호 |      | 순창 성황대신 사적 현판 (淳昌 城隍大神 事跡 懸板) (Hanging Board with a Record of Serving the Tutelary Deity, Sunchang)                              | 전북 순창군 순창읍 장류로 43, 순창장류박물관 (백산리)                         | 순창군수                               | 2000년 1월 13일 지정                            |      |
| 239호 |      | 고운 묘 출토유물 (高雲 墓 出土遺物) (Artifacts Excavated from the Tomb of Go Un)                                                                     | 광주 북구 용봉동 1004-4 (광주시립민속박물관)                                  | 광주광역시립민속박물관                 | 2001년 6월 26일 지정                            |      |
| 240호 |      | 제주도 내왓당 무신도 (濟州道 川外堂 巫神圖) (Paintings of Shamanistic Spirits in Naewatdang Shrine, Jeju-do)                                         | 제주 제주시 제주대학로 102, 박물관 (아라일동,제주대학교)                      | 제주대학교                             | 2001년 11월 30일 지정                           |      |
| 241호 |      | 장영직 유품 (張榮稷 遺品) (Artifacts Used by Jang Yeong-jik)                                                                                         | 서울 종로구 청와대로 1, 국립민속박물관 (세종로)                               | 국립민속박물관                         | 2001년 11월 30일 지정                           |      |
| 242호 |      | 김흠조 부부 묘 출토유물 (金欽祖 夫婦 墓 出土遺物) (Artifacts Excavated from the Tomb of Kim Heum-jo and His Wife)                                    | 경북 영주시                                                                   | 영주시장                               | 2002년 7월 18일 지정                            |      |
| 243호 |      | 이언충 묘 출토복식 (李彦忠 墓 出土服飾) (Clothes Excavated from the Tomb of Yi Eon-chung)                                                            | 경기 용인시 수지구 죽전로 152, 석주선기념박물관 (죽전동,단국대학교죽전캠퍼스) | 단국대학교 석주선기념박물관            | 2002년 7월 18일 지정                            |      |
| 244호 |      | 선암사 소장 가사·탁의 (仙巖寺 所藏 袈裟·卓衣) (Monk's Outer Vestment and Mantle at Seonamsa Temple)                                                  | 전남 순천시 승주읍 선암사길 450, 선암사 성보박물관 (죽학리)                   | 선암사                                 | 2003년 12월 23일 지정                           |      |
| 245호 |      | 청도 운림 고택 (淸道 雲林 古宅) (Ullim Historic House, Cheongdo)                                                                                     | 경북 청도군 금천면 임당2길 14 (임당리)                                        | 김동열                                 | 2005년 1월 31일 지정, 2017년 2월 28일 명칭변경  |      |
| 246호 |      | 이응해장군 묘 출토복식 (李應獬將軍 墓 出土服飾) (Clothes Excavated from the Tomb of General Yi Eung-hae)                                             | 충북 충주시 가금면 탑평리 47 충주박물관                                       | 충주박물관                             | 2006년 9월 15일 지정                            |      |
| 247호 |      | 봉화 설매리 3겹 까치구멍집 (奉化 雪梅里 3겹 까치구멍집) (Three-bay House with "Magpie Holes" on the Roof in Seolmae-ri, Bonghwa)                     | 경북 봉화군 상운면 설매리 519                                                 | 봉화군                                 | 2007년 1월 12일 지정                            |      |
| 248호 |      | 예천 남악 종택 (醴泉 南嶽 宗宅) (Namak Head House, Yecheon)                                                                                          | 경북 예천군 용문면 구계길 43-8 (구계리)                                       | 김종태                                 | 2007년 1월 12일 지정, 2017년 2월 28일 명칭변경  |      |
| 249호 |      | 봉화 송석헌 고택 (奉化 松石軒 古宅) (Songseokheon Historic House, Bonghwa)                                                                           | 경북 봉화군                                                                   | 권영부                                 | 2007년 10월 12일 지정, 2017년 2월 28일 명칭변경 |      |
| 250호 |      | 청송 송소 고택 (靑松 松韶 古宅) (Songso Historic House, Cheongsong)                                                                                  | 경북 청송군                                                                   | 심재오                                 | 2007년 10월 12일 지정, 2017년 2월 28일 명칭변경 |      |
| 251호 |      | 신안 김환기 고택 (新安 金煥基 古宅) (Gim Hwan-gi's Historic House, Sinan)                                                                            | 전남 신안군 안좌면 안좌서부길 38-1, 외 1필지 (읍동리)                         | 신안군                                 | 2007년 10월 12일 지정, 2017년 2월 28일 명칭변경 |      |
| 252호 |      | 강진 영랑생가 (康津 永郞生家) (Birthplace of Yeongnang, Gangjin)                                                                                     | 전남 강진군 강진읍 영랑생가길 15, 외 4필지 (남성리)                           | 강진군                                 | 2007년 10월 12일 지정                           |      |
| 253호 |      | 영암 최원립장군 묘 출토복식·유물 (靈巖 崔元立將軍 墓 出土服飾·遺物) (Clothes and Artifacts Excavated from the Tomb of General Choe Won-rip, Yeongam) | 서울 서대문구 이화여대길 52, 담인복식미술관 (대현동,이화여자대학교)           | 이화여자대학교 박물관장                | 2007년 10월 16일 지정                           |      |
| 254호 |      | 문경 평산신씨 묘 출토복식 (聞慶 平山申氏 墓 出土服飾) (Clothes Excavated from the Tomb of Lady Sin, Mungyeong)                                       | 경북 문경시 문경읍 새재로 944, 문경새재박물관 (상초리)                        | 문경새재박물관                         | 2007년 10월 16일 지정                           |      |
| 255호 |      | 성주 한개마을 (星州 한개마을) (Hangae Village, Seongju)                                                                                              | 경북 성주군 월항면 대산리 한개마을 일원                                       | .                                      | 2007년 12월 31일 지정                           |      |
| 256호 |      | 울릉 나리 너와 투막집과 억새 투막집 (鬱陵 羅里 너와 투막집과 억새 투막집) (Wooden Shingles and Thatched Roof Tumakjip Houses in Na-ri, Ulleung)      | 경북 울릉군 북면 나리 111-1번지 외                                            | 울릉군                                 | 2007년 12월 31일 지정, 2017년 2월 28일 명칭변경 |      |
| 257호 |      | 울릉 나리 억새 투막집 (鬱陵 羅里 억새 투막집) (Thatched Roof Tumakjip House in Na-ri, Ulleung)                                                       | 경북 울릉군 북면 나리1길 71-316, 외 1필지 (나리)                              | 울릉군                                 | 2007년 12월 31일 지정, 2017년 2월 28일 명칭변경 |      |
| 258호 |      | 서울 금성당 (서울 錦城堂) (Geumseongdang Shrine, Seoul)                                                                                              | 서울 은평구 진관동 175-836번지                                                | 은평구                                 | 2008년 7월 22일 지정, 2017년 2월 28일 명칭변경  |      |
| 259호 |      | 문경 최진 일가 묘 출토복식 (聞慶 崔縝 一家 墓 出土服飾) (Clothes Excavated from the Tombs of Choe Jin and His Family, Mungyeong)                     | 경북 문경시 문경읍 새재로 944, 문경새재박물관 (상초리)                        | 문경새재박물관                         | 2009년 4월 16일 지정                            |      |
| 260호 |      | 영덕 안동권씨 옥천재사 (盈德 安東權氏 玉川齋舍) (Okcheonjaesa Ritual House of the Andong Gwon Clan, Yeongdeok)                                       | 경북 영덕군 창수면 갈천리 6-1번지                                             | 권장호                                 | 2009년 4월 28일 지정, 2017년 2월 28일 명칭변경  |      |
| 261호 |      | 대구 백불암 고택 (大邱 百弗庵 古宅) (Baekbulam Historic House, Daegu)                                                                                | 대구 동구 옻골로 195-5, 일원 (둔산동)                                         | 경주최씨 칠계파 종중                   | 2009년 6월 19일 지정, 2017년 2월 28일 명칭변경  |      |
| 262호 |      | 영주 괴헌고택 (榮州 槐軒古宅) (Goeheon Historic House, Yeongju)                                                                                      | 경북 영주시 이산면 두월리 877번지                                             | 김종국                                 | 2009년 10월 30일 지정                           |      |
| 263호 |      | 나주 남파고택 (羅州 南坡古宅) (Nampa Historic House, Naju)                                                                                           | 전남 나주시 금성길 13, 일원 (남내동)                                          | 박경중                                 | 2009년 12월 17일 지정                           |      |
| 264호 |      | 변수 묘 출토유물 (邊脩 墓 出土遺物) (Artifacts Excavated from the Tomb of Byeon Su)                                                                  | 서울 종로구                                                                   | 국립민속박물관 · 원주변씨원천군 종친회 | 2009년 12월 17일 지정                           |      |
| 265호 |      | 영친왕 일가 복식 및 장신구류 (英親王 一家 服飾 및 裝身具類) (Clothes and Accessories Worn by King Yeongchin and His Family)                          | 서울 종로구 사직로 34                                                         | 국립고궁박물관                         | 2009년 12월 17일 지정                           |      |

### 2010년대 지정
| 번호    | 사진 | 명칭 | 소재지                                                      | 관리자 (단체)                 | 지정일                                         | 참조 |
| 266호   |      | 경산 상엿집 및 관련문서 (慶山 喪輿집 및 關聯文書) (Storage Hut for Funeral Trappings in Gyeongsan, and Related Documents)                                     | 경북 경산시 하양읍 대학리 산144-10번지                      | (사)국학연구소 대구·경북지부  | 2010년 8월 30일 지정, 2017년 2월 28일 명칭변경 |      |
| 267호   |      | 안동 귀봉종택 (安東 龜峰宗宅) (Gwibong Head House, Andong) | 경북 안동시 임하면 천전리 279-1번지                         | 김승태                        | 2011년 11월 9일 지정                           |      |
| 268호   |      | 안동 번남 고택 (安東 樊南 古宅) (Beonnam Historic House, Andong)                                                                                              | 경북 안동시 도산면 의촌리 108번지 일원                      | 진성이씨 의인파 번남문중      | 2011년 11월 9일 지정, 2017년 2월 28일 명칭변경 |      |
| 269호   |      | 장흥 신와고택 (長興 新窩古宅) (Sinwa Historic House, Jangheung)                                                                                               | 전남 장흥군 관산읍 방촌리 461                               | 오금례                        | 2012년 4월 13일 지정                           |      |
| 270호   |      | 장흥 오헌고택 (長興 梧軒古宅) (Oheon Historic House, Jangheung)                                                                                               | 전남 장흥군 관산읍 방촌리 679번지 외                        | 위성탁 외1                    | 2012년 4월 13일 지정                           |      |
| 271호   |      | 영덕 난고 종택 (盈德 蘭皐 宗宅) (Nango Head House, Yeongdeok)                                                                                                 | 경북 영덕군 영해면 원구리 194-2번지 외                      | 남석규                        | 2012년 4월 13일 지정, 2017년 2월 28일 명칭변경 |      |
| 272호   |      | 안동 광산김씨 탁청정공파 종택 (安東 光山金氏 濯淸亭公派 宗宅) (Head House of the Takcheongjeong Branch of the Gwangsan Kim Clan, Andong)                      | 경북 안동시 와룡면 오천리 산28-1 외                         | 김세중(광산김씨 예안파종중)   | 2012년 8월 24일 지정                           |      |
| 273호   |      | 논산 백일헌 종택 (論山 白日軒 宗宅) (Baegilheon Head House, Nonsan)                                                                                           | 충남 논산시 상월면 주곡리 51번지                            | 이신행                        | 2012년 10월 26일 지정                          |      |
| 274호   |      | 의왕 원유관 (義王 遠遊冠) (Crown Worn by King Ui) | 부산 금정구 오륜대로 106-1. 오륜대 한국순교자박물관         | 한국순교복자수녀회            | 2013년 6월 14일 지정                           |      |
| 275호   |      | 장흥 방촌리 석장승 (長興 傍村里 石長栍) (Stone Guardian Post of Bangchon-ri, Jangheung)                                                                       | 전남 장흥군 관산읍 방촌리 572번지 등                        | 장흥군                        | 2013년 6월 14일 지정                           |      |
| 276호   |      | 의원군 이혁 일가 묘 출토유물 (義原君 李爀 一家 墓 出土遺物) (Artifacts Excavated from the Tombs of Prince Uiwon and His Family)                               | 경기 용인시 기흥구 상갈로 6 경기도박물관                    | (재)경기문화재단 경기도박물관 | 2013년 8월 22일 지정                           |      |
| 277호   |      | 전 순정효황후 주칠 나전가구 (傳 純貞孝皇后 朱漆 螺鈿家具) (Red-lacquered Furniture with Inlaid Mother-of-pearl Design Used by Empress Sunjeonghyo (Presumed)) | 부산 서구 부민동 2가 1번지 동아대학교박물관                 | 동아대학교                    | 2013년 8월 22일 지정                           |      |
| 278호   |      | 영주 무섬마을 (榮州 무섬마을) (Museom Village, Yeongju) | 경북 영주시 문수면 수도리(무섬마을) 일원                    | 영주시                        | 2013년 8월 23일 지정                           |      |
| 279호   |      | 봉화 만산고택 (奉化 晩山古宅) (Mansan Historic House, Bonghwa)                                                                                                | 경북 봉화군 춘양면 서동길 21-19(의양리 288)                 | 강백기                        | 2013년 12월 12일 지정                          |      |
| 280호   |      | 안동 향산 고택 (安東 響山 故宅) (Hyangsan Historic House, Andong)                                                                                             | 경북 안동시 퇴계로 297-6(안막동 119)                        | 이 부                         | 2014년 2월 25일 지정, 2017년 2월 28일 명칭변경 |      |
| 281호   |      | 예산 수당고택 (禮山 修堂古宅) (Sudang Historic House, Yesan)                                                                                                  | 충남 예산군 대술면 상항방산로 181-8(상항리 334-2)           | 이문원                        | 2014년 2월 25일 지정                           |      |
| 282-1호 |      | 평산신씨 판사공파 종택 (平山申氏 判事公派 宗宅) (Head House of Pansa Branch of the Pyeongsan Sin Clan)                                                        | 경북 청송군 파천면 중평리 376                               | 평산신씨풍호파종중 외         | 2014년 6월 19일 지정                           |      |
| 282-2호 |      | 서벽 고택 (棲碧古宅) (Seobyeok Historic House) | 경북 청송군 파천면 중평리 378                               | 신효승                        | 2014년 6월 19일 지정                           |      |
| 282-3호 |      | 사남 고택 (泗南 古宅) (Sanam Historic House) | 경북 청송군 파천면 중평리 395-1                             | 신영석                        | 2014년 6월 19일 지정                           |      |
| 283호   |      | 옥동금 (玉洞琴) | 경기 안산시 상록구 성호로 131 성호기념관                    | 안산시장                      | 2014년 10월 22일 지정                          |      |
| 284호   |      | 안동 허백당 종택 (安東 虛白當 宗宅) (Heobackdang Head House, Andong)                                                                                          | 경북 안동시 미동길 72 (풍산읍)                              | 김원재                        | 2015년 8월 21일 지정, 2017년 2월 28일 명칭변경 |      |
| 285호   |      | 예천 함양박씨 희이재사 (醴泉 咸陽朴氏 希夷齋舍) (Huiijaesa Ritual House of Hamyang Bak Clan, Yecheon)                                                         | 경북 예천군 허리골길 156-12 (용문면)                        | 함양박씨 정랑공파종중         | 2015년 8월 21일 지정, 2017년 2월 28일 명칭변경 |      |
| 286호   |      | 영덕 무안박씨 무의공파 종택 (盈德 務安朴氏 武毅公派 宗宅) (Head House of Mueuigongpa Branch of MuanPark Clan in Yeongdeok)                                    | 경북 영덕군 축산면 도곡길 17-4(도곡리 127)                  | 무안박씨 무의공파 문중        | 2016년 4월 27일 지정                           |      |
| 287호   |      | 안동 시은고택 (安東 市隱古宅) (Sieun House of Andong) | 경북 안동시 풍산읍 우렁길 37-1(상리리 486-1)                | 이항직                        | 2016년 4월 27일 지정                           |      |
| 288호   |      | 안동 풍산류씨 금계재사 (安東 豊山柳氏 金溪齋舍) (Geumgyejaesa Shrine of Pungsan Ryu Clan in Andong)                                                           | 경북 안동시 서후면 권태사길 116 (성곡리 886번지)            | 풍산류씨 입암공파 문중        | 2016년 7월 1일 지정                            |      |
| 289호   |      | 대전 동춘당 종택 (大田 同春堂 宗宅) (Dongchundang Head House, Daejeon)                                                                                        | 대전 대덕구 동춘당로 80 (송촌동, 대전 동춘당 종택)          | 은진송씨동춘당문정공파종중    | 2016년 8월 26일 지정                           |      |
| 290호   |      | 대전 소대헌·호연재 고택 (大田 小大軒‧浩然齋 古宅) (Sodaeheon․HoyeonJae's Historic House, Daejeon)                                                             | 대전 대덕구 동춘당로 70 (송촌동, 대전 소대헌 호연재 고택)   | 문화재청(문화유산국민신탁)    | 2016년 8월 26일 지정                           |      |
| 291호   |      | 안동 진성이씨 종택 (安東 眞城李氏 宗宅) (Head House of Jinseong Yi Clan in Andong)                                                                            | 경북 안동시 와룡면 태리금산로 242-5(주하리 634)             | 이세준                        | 2017년 6월 29일 지정                           |      |
| 292호   |      | 봉화 선성김씨 빈동재사 (奉化 宣城金氏 賓洞齋舍) (Bindongjaesa Ritual House of the SeonseongGim Clan, Bonghwa)                                                 | 경북 봉화군 봉화읍 문단리 963                               | 김광호                        | 2017년 6월 29일 지정                           |      |
| 293호   |      | 봉화 서설당 고택 (奉花 瑞雪堂 古宅) (Seoseoldang House of Bonghwa)                                                                                            | 경북 봉화군 봉화읍 토일길 124-12 (봉화읍, 봉화 서설당 고택) | 권우붕                        | 2017년 8월 25일 지정                           |      |
| 294호   |      | 영양 한양조씨 사월 종택 (英陽 漢陽趙氏 沙月宗宅) (Sawol Head House of the Hanyang Jo Clan, Yeongyan)                                                          | 경북 영양군 영양읍 원당길 2-1 (하원리 205-1)                | 조준길                        | 2017년 12월 29일 지정                          |      |
| 295호   |      | 안동 진성이씨 온혜파 종택 (安東 眞城李氏 溫惠派 宗宅) (Head House of Onhye Branch of Jinseong Lee Clan, Andong)                                               | 경북 안동시 도산면 온혜중마길 46-5(온혜리 604)              | 진성이씨 노송정종중           | 2018년 11월 1일 지정                           |      |
| 296호   |      | 상주 우복 종택 (尙州 愚伏 宗宅) (Ubok Head House, Sangju) | 경북 상주시 의서면 채릉산로 799-46외(우산리 193-1외)        | 진주정씨종중                  | 2018년 11월 1일 지정                           |      |
| 297호   |      | 익산 김병순 고택 (益山 金炳順 古宅) (Kim Byeong sun's old house, Iksan)                                                                                       | 전북 익산시 함라면 수동길 20(함열리 457 외)                 | 이영자 외 4인                 | 2019년 3월 11일 지정                           |      |

## 같이 보기
- 대한민국의 국가유산
- 대한민국의 국보
- 대한민국의 보물
- 대한민국의 천연기념물
- 대한민국의 사적
- 대한민국의 명승
- 대한민국의 국가무형유산